# Teoremi della meccanica classica
Qui si vuole dare un breve elenco di teoremi, principi e leggi della fisica. Nell'elencare i termini è stata effettuata una suddivisione per macro-categoria in cui tali concetti sono integrati.

## Generali

### Coordinate generalizzate e legge oraria
Dato un sistema con {\displaystyle n} gradi di libertà e un e un qualunque sistema di coordinate, nel quale lo stato del sistema è indicato dal vettore {\displaystyle \mathbf {r} =(r_{j})_{j=1,\dots ,m}}, con {\displaystyle m\geq n}, attraverso una funzione regolare {\displaystyle \varphi } è possibile esprimere ogni variabile {\displaystyle r_{j}} in funzione del vettore {\displaystyle \mathbf {q} =(q_{i})_{i=1,\dots ,n}}, ovvero {\displaystyle \mathbf {r} =\varphi (\mathbf {q} )}, dove le {\displaystyle q_{i}} sono le coordinate generalizzate, le quali generano lo spazio delle configurazioni. Lo spazio delle fasi può essere descritto attraverso le coordinate lagrangiane {\displaystyle (\mathbf {q} ,\mathbf {\dot {q}} )} o attraverso le coordinate hamiltoniane {\displaystyle (\mathbf {q} ,\mathbf {p} )}.
Il moto di un punto materiale è noto se si conosce la posizione in funzione del tempo, quindi la funzione geometrica con l'informazione temporale è detta legge oraria. La posizione di un punto materiale è dato da tre coordinate cartesiane {\displaystyle \{x,y,z\}} e il moto è dato dalle tre coordinate in funzione del tempo.
{\displaystyle \mathbf {r} =\mathbf {r} (t)=\left\{{\begin{matrix}x=x(t)\\y=y(t)\\z=z(t)\end{matrix}}\right.}

### Principio di relatività di Galileo
Le leggi fisiche sono invarianti per trasformazioni galileiane, ovvero sono covarianti in tutti i sistemi di riferimento inerziali.
{\displaystyle \left\{{\begin{aligned}&x^{\prime }=x-v_{x}t\\&y^{\prime }=y-v_{y}t\\&z^{\prime }=z-v_{z}t\\&t^{\prime }=t\end{aligned}}\right.}

### Primo principio della dinamica o principio di inerzia
In un sistema di riferimento inerziale, un punto materiale libero, ovvero non soggetto a forze e momenti, è in quiete o si muove di moto rettilineo uniforme.
{\displaystyle {\begin{aligned}\mathbf {F} =0&\iff \mathbf {p} ={\text{costante}}\\\mathbf {M} _{O}=0&\iff \mathbf {L} _{O}={\text{costante}}\\\end{aligned}}}

### Secondo principio della dinamica
In un sistema di riferimento inerziale, una forza impressa ad un corpo produce una variazione della sua quantità di moto nel verso della forza in maniera direttamente proporzionale alla forza applicata, ovvero, se la massa inerziale è costante, l'accelerazione è direttamente proporzionale alla risultante delle forze applicate al punto materiale e inversamente proporzionale alla massa inerziale del punto materiale.
{\displaystyle \mathbf {F} ={\frac {d\mathbf {p} }{dt}}=m{\frac {d\mathbf {v} }{dt}}=m\mathbf {a} }

### Terzo principio della dinamica o principio di azione e reazione
In un sistema di riferimento inerziale la quantità di moto totale e il momento angolare totale rispetto ad un polo fisso di un punto materiale libero si conservano. Come conseguenza, se un punto materiale esercita una forza {\displaystyle \mathbf {F} } o un momento {\displaystyle \mathbf {M} } su di un altro punto, allora quest'ultimo eserciterà una forza o un momento uguali ed opposti {\displaystyle -\mathbf {F} } e {\displaystyle -\mathbf {M} }.
{\displaystyle {\begin{aligned}\mathbf {F} _{1}=-\mathbf {F} _{2}&\implies \mathbf {F} _{1}+\mathbf {F} _{2}=0\\\mathbf {M} _{1}=-\mathbf {M} _{2}&\implies \mathbf {M} _{1}+\mathbf {M} _{2}=0\end{aligned}}}

### Principio di minima azione
In un intervallo di tempo {\displaystyle [t_{1},t_{2}]}, il moto naturale di un sistema è tale da minimizzare l'azione del sistema:
{\displaystyle {\mathcal {A}}=\int _{t_{1}}^{t_{2}}{\mathcal {L}}\,\mathrm {d} t\implies \mathrm {d} {\mathcal {A}}=0}
dove {\displaystyle {\mathcal {L}}} è la funzione Lagrangiana.

## Leggi di conservazione

### Prima equazione cardinale o teorema del centro di massa
Il centro di massa di un sistema materiale con massa totale {\displaystyle m} costante, si comporta come un punto materiale in cui sia concentrata tutta la massa del sistema e alla quale si applica la risultante delle forze esterne.
{\displaystyle \mathbf {F} ^{(e)}={\frac {d\mathbf {p} _{\text{tot}}}{dt}}=m{\frac {d\mathbf {v} _{\text{CM}}}{dt}}=m\mathbf {a} _{\text{CM}}}

### Teorema dell'impulso
L'impulso della forza agente su un punto materiale nell'intervallo di tempo {\displaystyle [t_{1},t_{2}]} è pari alla variazione della quantità di moto del punto materiale nello stesso intervallo di tempo.
{\displaystyle \Delta \mathbf {p} _{12}=\int _{t_{1}}^{t_{2}}\mathbf {F} \,\mathrm {d} t=\mathbf {p} _{2}-\mathbf {p} _{1}=m(\mathbf {v} _{2}-\mathbf {v} _{1})}

### Seconda equazione cardinale o teorema del momento angolare
In un sistema di riferimento inerziale, preso come polo per il calcolo dei momenti un punto {\displaystyle P}, che trasla con velocità {\displaystyle \mathbf {v} _{\text{P}}}, la derivata temporale del momento angolare rispetto a {\displaystyle P} è uguale alla differenza tra il momento delle forze esterne rispetto {\displaystyle P} e il prodotto vettoriale tra la velocità {\displaystyle \mathbf {v} _{\text{P}}} e la quantità di moto totale del sistema {\displaystyle \mathbf {p} _{\text{tot}}}:
{\displaystyle {\frac {d\mathbf {L} _{\text{P}}}{dt}}=\mathbf {M} _{\text{P}}^{(e)}-\mathbf {v} _{\text{P}}\times \mathbf {p} _{\text{tot}}}

### Teorema dell'energia cinetica
Il lavoro compiuto dalla risultante delle forze agenti su di un punto materiale che si muove in una certa traiettoria da una posizione {\displaystyle A} ad una posizione {\displaystyle B}, è dato dalla differenza di energia cinetica che il punto stesso ha nelle due posizioni.
{\displaystyle L_{AB}=\int _{A}^{B}\mathbf {F} \cdot \mathrm {d} \mathbf {s} =K_{B}-K_{A}=\Delta K_{AB}}

### Teorema dell'energia potenziale
Il lavoro compiuto da una forza conservativa tra una posizione {\displaystyle A} ad una posizione {\displaystyle B}, è dato dall'opposto della differenza di energia potenziale che il punto stesso ha nelle due posizioni.
{\displaystyle L_{AB}=\int _{A}^{B}\mathbf {F} \cdot \mathrm {d} \mathbf {s} =U_{A}-U_{B}=-\Delta U_{AB}}

### Teorema di conservazione dell'energia meccanica
Un punto materiale che si muove lungo una traiettoria sottoposto alla sola azione di forze esercitate da un campo di tipo conservativo, l'energia meccanica totale {\displaystyle E}, data dalla somma di energia cinetica {\displaystyle K} ed energia potenziale {\displaystyle U}, resta costante nel tempo.
{\displaystyle E=K+U\iff {\frac {dE}{dt}}=0}

## Meccanica dei sistemi

### Primo teorema di König
Il momento angolare di un sistema costituito da {\displaystyle n} punti materiali si può esprimere come la somma del momento angolare del centro di massa e dei momenti angolari di tutti i singoli punti materiali del sistema stesso.
{\displaystyle \mathbf {L} =\mathbf {L} _{\text{CM}}+\mathbf {L'} =\mathbf {r} _{\text{CM}}\times \sum _{i=1}^{n}m_{i}\mathbf {v} _{\text{CM}}+\sum _{i=1}^{n}(\mathbf {r'} _{i}\times m_{i}\mathbf {v'} _{i})}

### Secondo teorema di König
L'energia cinetica di un sistema costituito da {\displaystyle n} punti materiali, si può esprimere come la somma dell'energia cinetica del centro di massa e dell'energia cinetica di tutti i singoli punti materiali del sistema stesso.
{\displaystyle K=K_{\text{CM}}+K'={\frac {1}{2}}\sum _{i=1}^{n}m_{i}{v}_{\text{CM}}^{2}+{\frac {1}{2}}\sum _{i=1}^{n}m_{i}{v'}_{i}^{2}}
Nel caso di un corpo rigido di massa {\displaystyle m}, il termine che viene sommato all'energia cinetica del centro di massa rappresenta di rotazione, calcolata attorno all'asse passante per il centro di massa:
{\displaystyle K={\frac {1}{2}}mv_{\text{CM}}^{2}+{\frac {1}{2}}I_{\text{CM}}\omega ^{2}}

### Teorema di Huygens-Steiner
Il momento di inerzia {\displaystyle I_{\hat {z}}} di un corpo rigido di massa {\displaystyle m}, calcolato rispetto ad un asse {\displaystyle {\hat {z}}} parallelo all'asse passante per il centro di massa, è pari alla somma tra {\displaystyle I_{\text{CM}}} e il prodotto tra {\displaystyle m} e il quadrato della distanza che intercorre tra i due assi {\displaystyle d}.
{\displaystyle I_{\hat {z}}=I_{\text{CM}}+md^{2}}